# Gawronie (kolonia)
Gawronie – kolonia w Polsce, w województwie mazowieckim, w powiecie radomskim, w gminie Wolanów.
Kolonia wchodzi w skład sołectwa Franciszków.
Do 31 grudnia 2023 miejscowość była przysiółkiem wsi Franciszków.